# 1378
Il 1378 (MCCCLXXVIII in numeri romani) è un anno  del XIV secolo.

## Eventi
- 8 aprile - Elezione a papa dell'arcivescovo di Bari Bartolomeo Prignano il quale assunse il nome di Urbano VI
- 24 giugno - Inizio, con l'occupazione del Palazzo dei Priori a Firenze, del Tumulto dei Ciompi. Cardatori della lana in rivolta, prendono per un breve periodo il governo di Firenze. Per la prima volta nella storia, un governo europeo, benché locale, rappresenta tutte le classi sociali.
- 4 agosto - Gian Galeazzo Visconti succede a suo padre, Galeazzo II Visconti, come duca di Milano.
- 20 settembre - Scisma d'Occidente: con l'elezione a Fondi dell'antipapa Clemente VII inizia un quarantennio (dal 1378 al 1417) durante il quale si ebbero contemporaneamente papi e antipapi con gravi conseguenze di ordine religioso e politico.
- 29 novembre - morte di Carlo IV di Lussemburgo; gli succede il figlio Venceslao.

### Per luogo

#### Asia e odierna Russia
- Dmitri Donskoi di Mosca respinge una invasione della Orda Blu dei Mongoli.
- Tokhtamysh detronizza Timur Malik come Khan dell'Orda bianca.
- Kara Osman stabilisc la dinastia dei Turcomanni della Pecora Bianca a Diyarbakır nell'odierna Turchia sudorientale.
- Uskhal Khan succede a suo padre, Biligtü Khan, come regnante della dinastia Yuan in Mongolia.
- Tai Bian succede aZ hao Bing Fa come re del Mong Mao (attuale Birmania settentrionale).
- Da'ud Shah succede al suo nipote, Aladdin Mujahid Shah (che era stato assassinato), come sultano Bahmani nell'odierna India meridionale. Da'ud Shah viene assassinato nello stesso anno e gli succede Mohammed Shah II.

#### Europa
- Carlo IV di Lussemburgo si incontra con il nipote Carlo V di Francia per celebrare pubblicamente l'amicizia tra le loro due nazioni.
- I turchi ottomani catturano il villaggio di Ihtiman nella Bulgaria occidentale.
- Una spia inglese assassina Owain Lawgoch, un pretendente al trono del Galles che era sostenuto dalla Francia.

### Per argomento

#### Religione
- 3 dicembre - Con la bolla Hiis quae pro divini cultus aumento Urbano VI approva la regola delle Brigidine

#### Astronomia
10 novembre - XXII passaggio noto della cometa di Halley al perielio, (evento astronomico 1P/1378 S1).

## Nati
- 23 gennaio - Ludovico III del Palatinato, nobile († 1436)
- 4 febbraio - Caterina di Valois, principessa francese († 1388)
- 16 agosto - Hongxi, imperatore cinese († 1425)
- 24 ottobre - David Stewart, Duca di Rothesay, nobile scozzese († 1402)
- 31 dicembre - Papa Callisto III, papa, vescovo cattolico e cardinale spagnolo († 1458)
- Simone De Mari, nobile italiano († 1438)
- Enrico di Gorkum, filosofo, teologo e docente olandese († 1431)
- Alice FitzAlan, nobile inglese († 1415)
- Lorenzo Ghiberti, scultore, orafo e architetto italiano († 1455)
- Walter Hungerford, I barone Hungerford, nobile e militare britannico († 1449)
- Gerlach Peters, mistico tedesco († 1411)
- Christian Rosenkreuz, esoterista tedesco († 1484)
- Covella Ruffo, nobile italiana († 1447)
- Guidantonio da Montefeltro, condottiero italiano († 1443)
- Caterina di Borgogna, nobile († 1425)
- Elisabetta di Kleve, principessa tedesca († 1424)

## Morti
- 6 febbraio - Giovanna di Borbone, nobile (n. 1338)
- 12 febbraio - Alessio, arcivescovo ortodosso russo
- 27 marzo - Papa Gregorio XI, papa, vescovo cattolico e cardinale francese (n. 1330)
- 28 aprile - Gabriele IV di Alessandria, vescovo cristiano orientale egiziano
- 1º luglio - Giovanni d'Arkel, vescovo cattolico, scrittore e nobile olandese (n. 1314)
- 4 agosto - Galeazzo II Visconti (n. 1320)
- 7 settembre - Francesco Tebaldeschi, cardinale italiano
- 4 ottobre - Fina Buzzaccarini, nobile italiana (n. 1328)
- 15 ottobre - Costanza Malatesta, italiano
- 23 ottobre - Marta di Armagnac, nobile (n. 1347)
- 24 novembre - Guglielmo Sanseverino, cardinale e arcivescovo cattolico italiano
- 29 novembre - Carlo IV di Lussemburgo, sovrano (n. 1316)
- 5 dicembre - Gilles Aycelin de Montaigut, cardinale e vescovo cattolico francese
- Bartolomeo Bulgarini, pittore italiano
- Jaume Cascalls, scultore spagnolo
- Giovanni Ciparissiota, teologo e letterato bizantino (n. 1310)
- Matteo I Moncada, nobile, politico e militare italiano
- Ottone III del Monferrato, marchese italiano (n. 1360)
- Temur Malik, condottiero mongolo
- Owain ap Tomas ap Rhodri, nobile gallese (n. 1330)
- Daniele del Carretto, nobile italiano

## Calendario
| Calendario 1378 | Calendario 1378 | Calendario 1378 | Calendario 1378 | Calendario 1378 | Calendario 1378 | Calendario 1378 | Calendario 1378 | Calendario 1378 | Calendario 1378 | Calendario 1378 | Calendario 1378 | Calendario 1378 | Calendario 1378 | Calendario 1378 | Calendario 1378 | Calendario 1378 | Calendario 1378 | Calendario 1378 | Calendario 1378 | Calendario 1378 | Calendario 1378 | Calendario 1378 | Calendario 1378 | Calendario 1378 | Calendario 1378 | Calendario 1378 | Calendario 1378 | Calendario 1378 | Calendario 1378 | Calendario 1378 | Calendario 1378 | Calendario 1378 |
| --------------- | --------------- | --------------- | --------------- | --------------- | --------------- | --------------- | --------------- | --------------- | --------------- | --------------- | --------------- | --------------- | --------------- | --------------- | --------------- | --------------- | --------------- | --------------- | --------------- | --------------- | --------------- | --------------- | --------------- | --------------- | --------------- | --------------- | --------------- | --------------- | --------------- | --------------- | --------------- | --------------- |
|                 | 1               | 2               | 3               | 4               | 5               | 6               | 7               | 8               | 9               | 10              | 11              | 12              | 13              | 14              | 15              | 16              | 17              | 18              | 19              | 20              | 21              | 22              | 23              | 24              | 25              | 26              | 27              | 28              | 29              | 30              | 31              |                 |
| Gennaio         | Ve              | Sa              | Do              | Lu              | Ma              | Me              | Gi              | Ve              | Sa              | Do              | Lu              | Ma              | Me              | Gi              | Ve              | Sa              | Do              | Lu              | Ma              | Me              | Gi              | Ve              | Sa              | Do              | Lu              | Ma              | Me              | Gi              | Ve              | Sa              | Do              |                 |
| Febbraio        | Lu              | Ma              | Me              | Gi              | Ve              | Sa              | Do              | Lu              | Ma              | Me              | Gi              | Ve              | Sa              | Do              | Lu              | Ma              | Me              | Gi              | Ve              | Sa              | Do              | Lu              | Ma              | Me              | Gi              | Ve              | Sa              | Do              |                 |                 |                 |                 |
| Marzo           | Lu              | Ma              | Me              | Gi              | Ve              | Sa              | Do              | Lu              | Ma              | Me              | Gi              | Ve              | Sa              | Do              | Lu              | Ma              | Me              | Gi              | Ve              | Sa              | Do              | Lu              | Ma              | Me              | Gi              | Ve              | Sa              | Do              | Lu              | Ma              | Me              |                 |
| Aprile          | Gi              | Ve              | Sa              | Do              | Lu              | Ma              | Me              | Gi              | Ve              | Sa              | Do              | Lu              | Ma              | Me              | Gi              | Ve              | Sa              | Do              | Lu              | Ma              | Me              | Gi              | Ve              | Sa              | Do              | Lu              | Ma              | Me              | Gi              | Ve              |                 |                 |
| Maggio          | Sa              | Do              | Lu              | Ma              | Me              | Gi              | Ve              | Sa              | Do              | Lu              | Ma              | Me              | Gi              | Ve              | Sa              | Do              | Lu              | Ma              | Me              | Gi              | Ve              | Sa              | Do              | Lu              | Ma              | Me              | Gi              | Ve              | Sa              | Do              | Lu              |                 |
| Giugno          | Ma              | Me              | Gi              | Ve              | Sa              | Do              | Lu              | Ma              | Me              | Gi              | Ve              | Sa              | Do              | Lu              | Ma              | Me              | Gi              | Ve              | Sa              | Do              | Lu              | Ma              | Me              | Gi              | Ve              | Sa              | Do              | Lu              | Ma              | Me              |                 |                 |
| Luglio          | Gi              | Ve              | Sa              | Do              | Lu              | Ma              | Me              | Gi              | Ve              | Sa              | Do              | Lu              | Ma              | Me              | Gi              | Ve              | Sa              | Do              | Lu              | Ma              | Me              | Gi              | Ve              | Sa              | Do              | Lu              | Ma              | Me              | Gi              | Ve              | Sa              |                 |
| Agosto          | Do              | Lu              | Ma              | Me              | Gi              | Ve              | Sa              | Do              | Lu              | Ma              | Me              | Gi              | Ve              | Sa              | Do              | Lu              | Ma              | Me              | Gi              | Ve              | Sa              | Do              | Lu              | Ma              | Me              | Gi              | Ve              | Sa              | Do              | Lu              | Ma              |                 |
| Settembre       | Me              | Gi              | Ve              | Sa              | Do              | Lu              | Ma              | Me              | Gi              | Ve              | Sa              | Do              | Lu              | Ma              | Me              | Gi              | Ve              | Sa              | Do              | Lu              | Ma              | Me              | Gi              | Ve              | Sa              | Do              | Lu              | Ma              | Me              | Gi              |                 |                 |
| Ottobre         | Ve              | Sa              | Do              | Lu              | Ma              | Me              | Gi              | Ve              | Sa              | Do              | Lu              | Ma              | Me              | Gi              | Ve              | Sa              | Do              | Lu              | Ma              | Me              | Gi              | Ve              | Sa              | Do              | Lu              | Ma              | Me              | Gi              | Ve              | Sa              | Do              |                 |
| Novembre        | Lu              | Ma              | Me              | Gi              | Ve              | Sa              | Do              | Lu              | Ma              | Me              | Gi              | Ve              | Sa              | Do              | Lu              | Ma              | Me              | Gi              | Ve              | Sa              | Do              | Lu              | Ma              | Me              | Gi              | Ve              | Sa              | Do              | Lu              | Ma              |                 |                 |
| Dicembre        | Me              | Gi              | Ve              | Sa              | Do              | Lu              | Ma              | Me              | Gi              | Ve              | Sa              | Do              | Lu              | Ma              | Me              | Gi              | Ve              | Sa              | Do              | Lu              | Ma              | Me              | Gi              | Ve              | Sa              | Do              | Lu              | Ma              | Me              | Gi              | Ve              |                 |